# 'Til It Kills
'Til It Kills is het tweede studioalbum van de Amerikaanse punkband Tilt. Het is uitgegeven op 17 april 1995 door Fat Wreck Chords en was daarmee het eerste album dat de band via dit label liet uitgeven. Ook de albums die hierna komen zijn via dit label uitgegeven.

## Nummers
1. "Libel" - 2:22
2. "Confines of Love" - 2:06
3. "Leanin' Like a Barn" - 1:40
4. "Unravel" - 2:07
5. "Suspended" - 2:12
6. "Acathisia" - 2:22
7. "Til It Kills" - 2:03
8. "Windowsill" - 1:47
9. "Dumb Little World" - 2:01
10. "Land of Fragments" - 1:37
11. "Lips, Tits, Hips" - 1:49
12. "Past the Point" - 1:31
13. "Dirty Kitchen" - 2:19
14. "Berkeley Pier" - 11:48

## Band
- Cinder Block - zang
- Jeffrey Bischoff - gitaar
- Gabe Meline - basgitaar
- Vincent Camacho - drums